# Geisecke
Geisecke ist ein Ortsteil der Stadt Schwerte im Kreis Unna in Nordrhein-Westfalen, Deutschland.

## Geografie

### Lage
Geisecke liegt nördlich der Ruhr am Rand des Sauerlands. Das Stadtzentrum von Schwerte befindet sich wenige Kilometer westlich.

### Gliederung und Infrastruktur

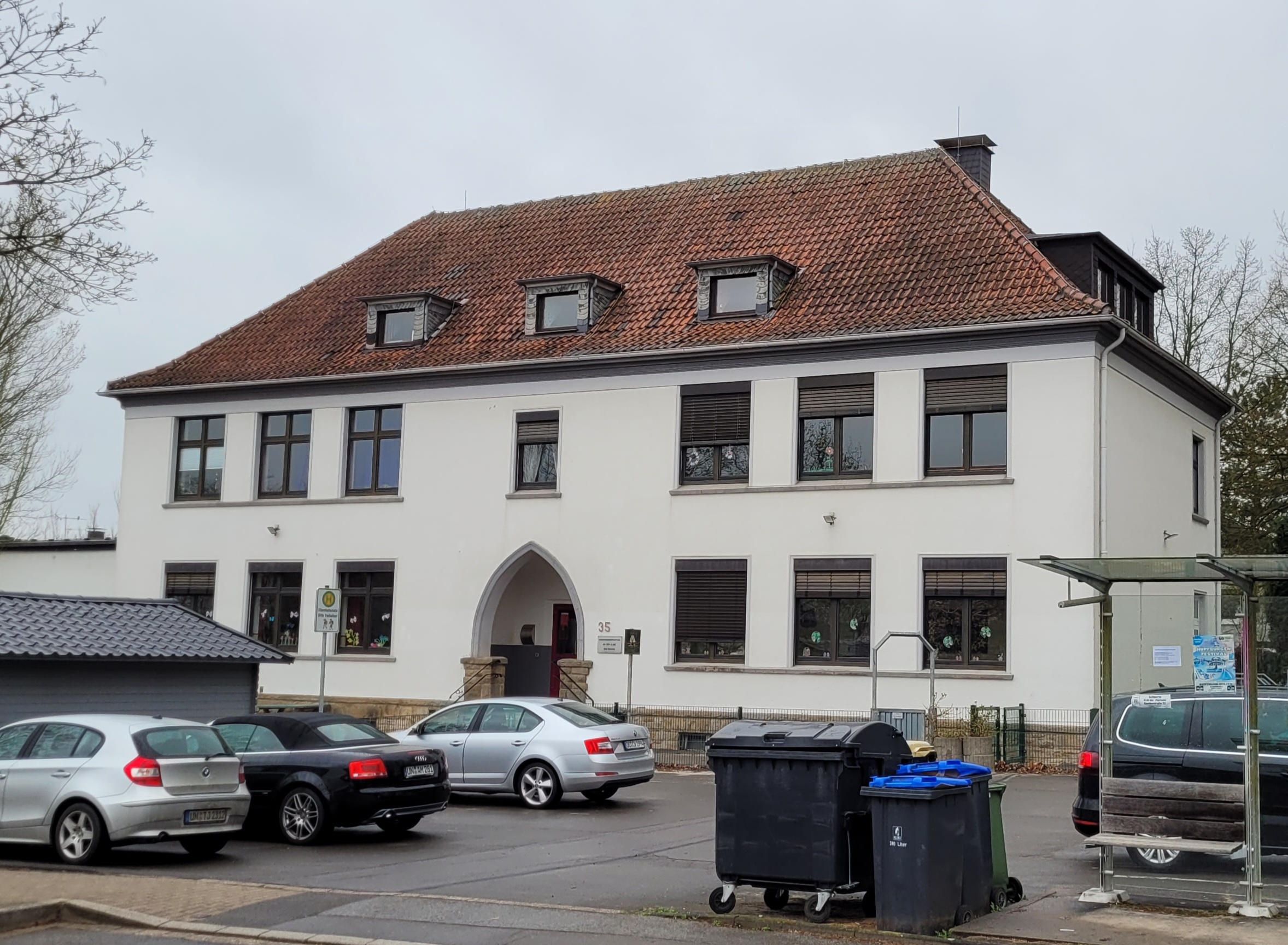
Geisecke Schulhaus

Geisecke gliedert sich in das Oberdorf (oberhalb, d. h. nordwestlich der Unnaer Straße) und das Unterdorf (südlich der Bahngleise). Im Gebiet dazwischen befindet sich das Gewerbegebiet Geisecke. Im neueren westlichen Teil des Gewerbegebietes, d. h. entlang der Straße „Zwischen den Wegen“
befinden sich viele Einkaufsmöglichkeiten.
Der evangelische Friedhof und das evangelische Gemeindezentrum befinden sich im Oberdorf, die katholische Kirche St. Antonius befindet sich im Unterdorf.
Außerdem gibt es im Oberdorf eine Sportanlage (Fußballplatz und Sportverein) sowie im ehemaligen Schulgebäude eine Kindertagesstätte. Im Bahnwald gibt es den Bürgerschützenverein Lichtendorf-Geisecke. Im Unterdorf befindet sich das Feuerwehrgerätehaus Geisecke.
Die Gemarkung Geisecke (051300) in NRW sowie die ursprünglich unabhängige Gemeinde Geisecke umfassen auch die Ruhrwiesen inklusive Gut Ruhrfeld und ziehen sich hin bis zur Bethunestraße.

### Nachbargemeinden
Geisecke grenzt im Norden an Lichtendorf (siehe Schwerte-Lichtendorf und Dortmund-Lichtendorf), inklusive Overberge, im Nordosten an Hengsen (Gemeinde Holzwickede), im Südosten an Hennen und im Süden an Rheinen (beide Stadt Iserlohn) sowie im Westen an die Wohnlage Gänsewinkel der Stadt Schwerte.

### Bachläufe
Nach Süden wird das Siedlungsgebiet Geiseckes durch den Mühlenstrang begrenzt. In diesen münden der Wiesenbach, der Geisecker Bach und der Kellerbach, wobei der Wiesenbach Geisecke nach Westen und der Kellerbach Geisecke nach Osten hin begrenzt.

## Geschichte
Geisecke gehörte im Spätmittelalter und der Frühen Neuzeit zur eigenen Bauerschaft (Geseke) und im Kirchspiel und Amt Schwerte zur Grafschaft Mark. Laut dem Schatzbuch der Grafschaft Mark von 1486 hatten die 15 Steuerpflichtigen in der Bauerschaft zwischen ein und sechs Goldgulden an Abgabe zu leisten.
Seit dem 19. Jahrhundert gehörte die Landgemeinde Geisecke bei der Errichtung der Ämter in der preußischen Provinz Westfalen zum Amt Westhofen im Kreis Dortmund. Am 1. April 1887 wechselte sie in den neugebildeten Kreis Hörde. Im Jahr 1885 gab es in der Landgemeinde Geisecke auf 411 ha Fläche, davon 158 ha Ackerland, 20 ha Wiesen, 7 ha Holzungen, 1 Wohnplatz, 34 Wohnhäuser mit 38 Haushaltungen und 263 Einwohner.
Das Leben der Bewohner war weit bis in das 19. Jahrhundert hinein von der Landwirtschaft geprägt. Ein Wandel der Beschäftigungsart fand erst mit der zunehmenden Industrialisierung ein.
Am 17. Mai 1943 wurde die Gemeinde durch die Flutwelle der Ruhr nach Sprengung der Möhnetalsperre völlig überrascht.
Nach dem Zweiten Weltkrieg entwickelte sich in der Gemeinde mit dem Wiederaufbau ein reger Wohnungsbau. Die Infrastruktur wurde erweitert und Schulen, Kindergärten, Sportanlagen und Freiwillige Feuerwehr fanden neue Standorte.
Am 1. Januar 1975 erfolgte durch das Ruhrgebiet-Gesetz anlässlich der Gebietsreform in Nordrhein-Westfalen die Eingemeindung Geiseckes nach Schwerte.
Nach 1975 hat sich Geisecke als Wohngebiet positiv entwickelt. Es zählt als eines der bevorzugten Wohngebiete in der Region.

### Ehemaliger Verschiebebahnhof
Nach dem Bau des Eisenbahnausbesserungswerkes im nahen Schwerte-Ost wurde in Geisecke im Jahr 1912 der Grundstein für einen Verschiebebahnhof an der Oberen Ruhrtalbahn gelegt, der zunächst aus nur zwei Gleisen bestand. Am 1. Oktober 1913 wurde der mittlerweile riesige Verschiebebahnhof in Geisecke mit nunmehr 20 Gleispaaren in Betrieb genommen. Hier wurden in der Höchstzeit 2000 Wagen rangiert und 140 Beamte hatten eine Arbeitsstelle. Der deutschlandweit bekannte Bahnhof zählte zu den modernsten Verschiebebahnhöfen des westlichen Industriebezirkes. Im Jahr 1916 erlangte er seine größte Gleisanzahl überhaupt: 42 Gleispaare und erstreckte sich mit über 2,8 km Länge und einer Breite von über 300 m in nördlicher Richtung.
Mit dem Beginn des Zweiten Weltkrieges wurde der mittlerweile verwilderte Verschiebebahnhof im Dezember 1938 und Januar 1939 wieder in Betrieb genommen. Bauzüge mit ihren Trupps rückten an, und versetzten das gesamte Gelände wieder in einen gebrauchsfähigen Zustand. Der Bahnhof wurde noch einmal zu einem der größten Verschiebebahnhöfe der damaligen Deutschen Reichsbahn. Nach Kriegszerstörung wurde er nicht wieder aufgebaut.

### Ehemaliger Passagierbahnhof
Im Jahr 1866 erhielt die Bergisch-Märkische Eisenbahngesellschaft die Konzession zum Bau der Oberen Ruhrtalbahn. 1879 wurde ein Antrag für einen Halt in Geisecke eingereicht. Das Ziel dieses Antrags war es, das Wellenbad erreichbarer zu machen. Erst ein persönliches Gesuch im Jahr 1889 brachte den Erfolg.  Der erste Zug in Geisecke hielt am 1. Oktober 1890. 1911 wurde in Geisecke ein Bahnhofsgebäude errichtet, mit der Aufschrift „Geisecke (Ruhr)“. Das Bahnhofsgebäude wurde jedoch im Zweiten Weltkrieg zerstört. Der Personenverkehr in Geisecke ging noch bis zum 28. Mai 1983 weiter. Anschließend wurde der Bahnhof zurückgebaut. Heute erinnert noch der Name einer Bushaltestelle an den Geisecker Bahnhof.

### Einwohnerentwicklung
Gemeinde Geisecke
| Jahr | Einwohner |
| ---- | --------- |
| 1961 | 1007      |
| 1970 | 1005      |
| 1974 | 1387      |

Ortsteil Geisecke
| Jahr | Einwohner |
| ---- | --------- |
| 1987 | 2495      |
| 2011 | 2760      |
| 2022 | 2720      |

## Wasserwerk und Wassergewinnung
Geisecke spielt eine bedeutende Rolle in der regionalen Wasserversorgung. Das gesamte Gebiet liegt in einer Wasserschutzzone. Aus den Schwerter Ruhrauen, insbesondere aus den Bereichen Geisecke und Westhofen, werden rund eine Million Menschen mit Trinkwasser versorgt.
Ein wichtiger Standort in diesem Zusammenhang ist das Wasserkraftwerk Hengsen, dessen Zugang sich in Geisecke befindet.

## Sehenswürdigkeiten

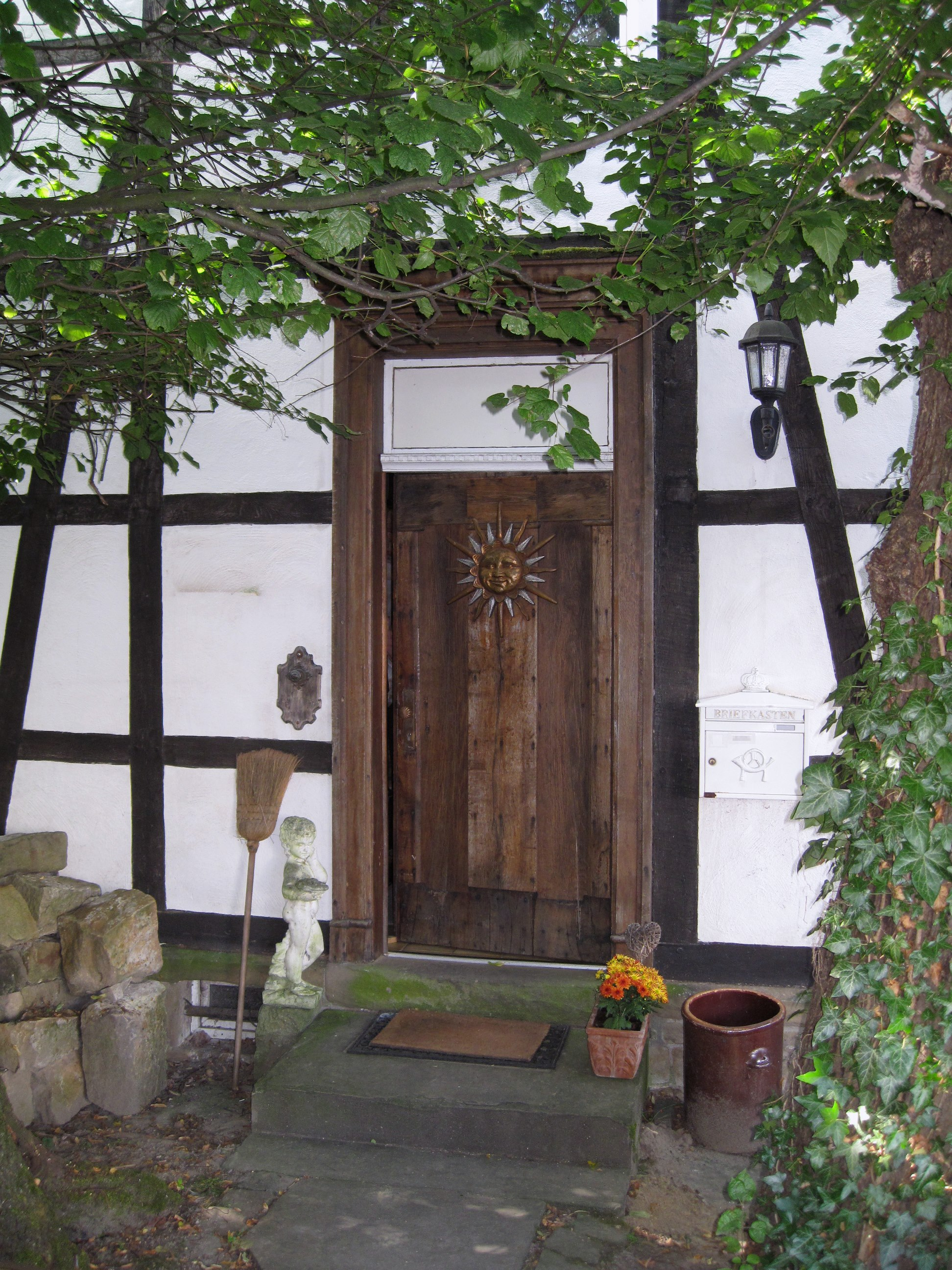
Voss'scher Hof, Fachwerkhaus von 1823 in Schwerte-Geisecke.

Geisecke und seine nahe Umgebung bieten einige historische und naturnahe Sehenswürdigkeiten:
Der Voss'sche Hof, ein Fachwerkbau aus dem Jahr 1823; das Herrenhaus Haus Rutenborn: eine historische Wasserburg, die im 14. Jahrhundert errichtet wurde; das Naturschutzgebiet Bahnwald, in dem sich auch der Stausee Hengsen (Geiseckersee) und die Eulenmauer befindet; der Gutshof Wellenbad; sowie das nahe dem Geisecker Oberdorf gelege 130er-Denkmal am Kellerkopf.